# 小松未可子
小松未可子（日语：／ Komatsu Mikako，1988年11月11日—），出身於日本三重县桑名市的女性演員、聲優。偶像團體いもうと前成員之一。目前隸屬於Hirata Office。大妻女子大学毕业。
代表作有《HEROMAN》（喬瑟夫·卡達·喬伊·瓊斯）、《遊戲王ZEXAL》（觀月小鳥）、《迷你裙宇宙海賊》（加藤茉莉香）等。

## 經歷
- 從小受《名偵探柯南》影響[2]，成爲了倉木麻衣的粉絲，因爲憧憬倉木麻衣而加入藝能界。一個人去唱卡拉ok時會命名爲倉木祭。家中貼著幾張倉木麻衣的海報。而在看了《櫻蘭高校男公關部》中齋藤彩夏的表演後，意識到自己希望從事聲優工作。
- 2003年加入偶像團體いもうと（日语：いもうと (アイドルグループ)），成爲其成員之一。
- 2007年9月，退出いもうと（日语：いもうと (アイドルグループ)）。
- 2009年11月，移籍到Hirata Office（日语：ヒラタオフィス），開始了演員的職業生涯。
- 2010年4月，首次在TV動畫《HEROMAN》中出演喬瑟夫·卡達·喬伊·瓊斯一角，正式開始了聲優的職業生涯。
- 2014年3月，與國立幸一起到香港出席C3日本動玩博覽。
- 2016年7月，由原先所屬的唱片公司StarChild移籍至TOY'S FACTORY[3]。

## 個人
- 個人愛好看電影，聽歌曲，5歲起開始學習馬林巴琴演奏。
- 2020年5月12日，在推特上宣佈與同為聲優的前野智昭結婚的消息[4]。2023年1月15日，他們的第一個孩子出生。2024年9月18日，小松在Instagram上發表懷上第二胎的消息，預計將於2025年冬季出生[5]。

## 演出作品

### 日劇
- 生徒諸君!教師編（2007年，朝日電視台）
- Attention Please SP（2008年，富士電視台）
- 花臉男與妹妹（2008年，朝日電視台）
- 警視廳搜查一課9係（2009年，朝日電視台）

### 電視動畫
※主角及主要人物以粗體表示。
2010年
- HEROMAN（喬瑟夫·卡達·喬伊·瓊斯）
- 魔術快斗（學生）
- 侵略！乌贼娘（田中）

2011年
- 遊戲王ZEXAL（观月小鳥）
- GOSICK（伊安·馬斯古雷普）
- 最终流放-银翼之法姆-（艾利歐）
- 花開物語（志保、學生F、學生A）

2012年
- 戰姬絕唱SYMPHOGEAR（安藤創世、学生B）
- 惡魔高校D×D（花戒桃）
- 猛烈宇宙海賊（加藤茉莉香）
- 夏色奇蹟（啟太）
- TARI TARI（杨）
- 織田信奈的野望（真柄直隆）
- K（貓）
- 少女与战车（丸山紗希）
- 遊戲王ZEXALⅡ（观月小鳥）
- 戰國Collection（伊東一刀齋）
- 只要妳說妳愛我（未裕）

2013年
- 宇宙戰艦大和號2199（島次郎、德川愛子）
- 果然我的青春戀愛喜劇搞錯了。（戶塚彩加）
- 星光少女 Rainbow Live（涼野絃）
- 變態王子與不笑貓（橫寺陽人〈幼少期〉）
- 戰姬絕唱SYMPHOGEAR G（安藤創世）
- 穿透幻影的太陽（月詠賽蓮娜）
- 神不在的星期天（巫拉·艾留斯·赫克馬蒂卡[6]）
- 義呆利 Axis Powers（瓦依）
- 來自風平浪靜的明天（潮留美海）
- 夜櫻四重奏 -花之歌-（男子、幼年恭助）
- GUNDAM創鬥者（伊織誠）

2014年
- 流浪神差（睦美）
- 鬼燈的冷徹（木花咲耶姬）
- 偽戀（鶇誠士郎）
- WIZARD BARRISTERS～弁魔士賽希爾（早乙女真夕）
- 魔法少女大戰（神木鈴花）
- SOUL EATER 噬魂者 NOT！（埃塔納菲爾德）
- 閃爍的青春（村尾修子）
- 斬！赤紅之瞳（小夜）
- ALDNOAH.ZERO（網文韻子）
- 桃心之劍（輝夜）
- 天體運行式（戶川汐音）
- 狼少女與黑王子（手塚愛姬[7]）
- 魔彈之王與戰姬（亞莉莎德拉·阿爾夏芬）
- 神奇寶貝XY 特別篇最強超進化（瑪農（マノン））

2015年
- 幸腹塗鴉（椎名）
- ALDNOAH.ZERO 第2季（網文韻子）
- 純潔的瑪利亞（普里阿普斯）
- 果然我的青春戀愛喜劇搞錯了。續（戶塚彩加）
- 可塑性記憶（安迪）
- 摸索吧！部活劇 Spinoff 和噗嚕噗嚕夏露姆遊玩吧（宇佐美陽菜）
- 偽戀:（鶇誠士郎、鶇喵）
- GANGSTA.（金哲）
- 青春×機關槍（立花螢）
- 潮與虎（中村麻子）
- 戰姬絕唱SYMPHOGEAR GX（安藤創世）
- OVERLORD（露普斯蕾琪娜·貝塔）
- 群居姐妹（仲野彌生、夏美）
- K RETURN OF KINGS（貓）[8]
- 青春×機關槍 特別篇「這是野獸們的戰場！」（立花螢）

2016年
- Active Raid－機動強襲室第八課－（舩坂少年）
- 舞武器·舞亂伎（種臣靜流）
- 灰與幻想的格林姆迦爾（夢兒）
- 赤髮白雪姬 第2期（尤冀那）
- 亞人（下村泉）
- 潮與虎 第2期（中村麻子）
- 鬼牌遊戲（少年〈長男〉）
- 食戟之靈 貳之皿（角崎多紀）
- Tales of Zestiria the X 第1期（羅潔）
- TABOO TATTOO－禁忌咒紋－（布魯郗·芙爾基）
- 魔法少女？Naria☆Girls（魔獸）
- 這個美術社大有問題！（靜香）
- 舞武器·舞亂伎 星之巨人（種臣靜流）
- 伯納德小姐說（神林詩織）
- 亞人 第二期（下村泉）
- Classicaloid（音羽歌苗）
- 名侦探柯南 Episode"ONE" 变小的名侦探（和田阳奈）

2017年
- 風夏（石見沙羅）
- 昭和元祿落語心中－助六再現篇－（信之助）
- 鎖鏈戰記～赫克瑟塔斯之光～（ユグド）
- 喵咪days（羅[9]、同學B、朋友B、野貓）
- Hand Shakers（阿波座小玉）
- 名偵探柯南（和田阳奈）
- 怪怪守護神（女學生（？）、只田忠孝）
- 櫻花任務（香月早苗[10]）
- Re:CREATORS（賽蕾嘉·尤比緹利亞[11]、主持人〈小松未可子〉）
- 情色漫畫老師（神樂坂菖蒲）
- 在地下城尋求邂逅是否搞錯了什麼 外傳 劍姬神聖譚（費爾斯）
- 夏目友人帳 陸（園川香）
- 阿童木起源（堤茂斗子[12]）
- 歡迎來到實力至上主義的教室（伊吹澪）[13]
- 寶石之國（辰砂）
- 鬼燈的冷徹 第貳期（木花咲耶姬）
- 泥鯨之子們在沙地上歌唱（吉恩修）
- 無論何時我們的戀情都是10厘米。（翔太）

2018年
- 比宇宙更遠的地方（安本保奈美）
- 三麗鷗男子（麗羅）
- POP TEAM EPIC（POP子〈第3話A段〉）
- OVERLORD II（露普斯蕾琪娜·貝塔）
- 酒鬼妹子（綠川香枝）
- 妖精森林的小不點（ライカ）
- 霸穹 封神演義（黃氏）
- 齊木楠雄的災難 第2期（小力2號[14]）
- 立花館戀愛三角關係（月城優）
- 極道超女（紗夜）
- 刀劍神域外傳Gun Gale Online（克拉倫斯）
- 溫泉屋小女將（神田茜）
- 羽球戰爭！（太郎丸美也子[15]）
- 工作細胞（未成熟胸腺細胞2）
- OVERLORD III（露普斯蕾琪娜·貝塔）
- Angolmois 元寇合戰記（鹿乃[16]、笹丸）
- 搖曳莊的幽奈小姐（神刀朧[17]）
- 付喪神出租中（阿紅）
- 火之丸相撲（五條禮奈[18]）
- 終將成為妳（小糸怜[19]）
- RELEASE THE SPYCE（卡特莉娜·托比）
- 大人的防具店（芙蕾雅莉卡）

2019年
- 煙草（凜[20]、莉莉、小白）
- revisions（米洛）
- Star☆Twinkle 光之美少女（香久矢圓香／月神天使）
- 輝夜姬想讓人告白～天才們的戀愛頭腦戰～（藤原豐實）
- 八十龜觀察日記（笹津矢菜）
- Fairy Gone（艾諾諾亞·尼德）
- 鬼滅之刃（朱紗丸[21]）
- Dr.STONE 新石紀（幼年千空）
- 神田川JET GIRLS（山田老師）

2020年
- 八十龜觀察日記 第2冊（笹津矢菜）
- 魔法紀錄 魔法少女小圓外傳（十咎桃子[22]）
- 別對映像研出手！（榊·索旺德）
- 異世界四重奏2（露普絲雷其娜）
- 八男？別鬧了！（伊娜·蘇珊·希倫布蘭德）
- 阿爾蒂（阿爾蒂）
- 繼怪怪守護神（只田忠孝）
- 食戟之靈 豪之皿（角崎多紀）
- 闇影詩章（凡妮莎·賈斯汀）
- 果然我的青春戀愛喜劇搞錯了。完（戶塚彩加）
- Re：從零開始的異世界生活 2nd season（密涅瓦）
- 在地下城尋求邂逅是否搞錯了什麼III（費爾斯）
- 半妖的夜叉姬（剎那）
- 戰翼的希格德莉法（莉茲蓓特·克朗）
- 攀岩！-Sport Climbing Girls-（岩峰一愛）
- 咒術迴戰（禪院真希）
- 勇者鬥惡龍 達伊的大冒險（瑪姆）

2021年
- 大人的防具店II（芙蕾雅莉卡、芙蕾雅莉卡〈人〉、芙蕾雅莉卡〈3歲〉、芙蕾雅莉卡〈勇者〉、芙蕾雅莉卡〈狗〉、芙蕾雅莉卡〈鳥〉、芙蕾雅莉卡〈貓〉、芙蕾雅莉卡〈中二病〉、芙蕾雅莉卡〈本能〉、芙蕾蘿莉卡）
- 八十龜觀察日記 第3冊（笹津矢菜）
- EX-ARM（上園美波）
- 關於我轉生變成史萊姆這檔事 第2期（緹絲）
- BACK ARROW（普菈可·康拉托）
- 怪物事變（形無）
- 魔卡派對（凱茲爾[23]）
- EDENS ZERO 伊甸星原（蕾貝卡·布魯加甸）
- 不要欺負我，長瀞同學（小鴨）
- 勇者鬥惡龍 達伊的大冒險（假瑪姆）
- Vivy -Fluorite Eye's Song-（修）
- 再見了，我的克拉默（財前奈奈美）
- 七大罪 憤怒的審判（崔斯坦）
- 席斯坦 -The Roman Fighter-（卡珊德拉）
- 歌劇少女!!（中山莉莎[24]）
- 魔法紀錄 魔法少女小圓外傳 2nd SEASON -覺醒前夜-（十咎桃子）
- 賈希大人不氣餒！（薩露瓦）
- 白沙的Aquatope（島袋薰）
- 瓦尼塔斯的手札（米哈爾）
- 哆啦A夢（銅鑼燒星人②[25]）
- 半妖的夜叉姬 貳之章（剎那）
- 月與萊卡與吸血公主（羅莎·普列維茨卡婭）
- 橘色榮耀！（松永羊子[26]）

2022年
- 少女前線（簡緹婭）
- TRIBE NINE（神木結衣）
- 超異域公主連結 Re:Dive Season 2（真琴[27]）
- 魔法紀錄 魔法少女小圓外傳 Final SEASON -淺夢的黎明-（十咎桃子[28]）
- 八十龜觀察日記 第4冊（笹津矢菜）
- Love All Play（櫻井花[29]）
- 青之蘆葦（金子葵[30]、冨樫慶司〈小學生〉）
- 聯盟空軍航空魔法音樂隊 光輝魔女（古蕾斯·梅蘭多·史都華德[31]）
- 歡迎來到實力至上主義的教室 2nd season（伊吹澪[32]）
- 天籟人偶（夕霧）
- SHINE POST（日生優希[33]）
- 異世界歸來的舅舅（藤宮[34]）
- 在地下城尋求邂逅是否搞錯了什麼IV（費爾斯）
- 新來的女傭有點怪（藤崎[35]）
- 奇米萌 CHIMIMO（地獄先輩）
- 軟軟噗尼寵物小精靈（えねるん、あおい）
- 秋葉原冥途戰爭（“女仆赌场”荷官）
- 書蟲公主（安娜·海頓）
- 闇影詩章F（凡妮莎·賈斯汀）

2023年
- 不要欺負我，長瀞同學 2nd Attack（小鴨[36]）
- 東京復仇者（柴柚葉[37]）
- 我想成為影之強者！（貝阿朵莉絲）
- 不相信人類的冒險者們好像要去拯救世界（絆[38]）
- TRIGUN STAMPEDE（克隆妮卡）
- EDENS ZERO 伊甸星原 第2期（蕾貝卡·布魯加甸[39]）
- 在無神世界裡進行傳教活動（莉修[40]）
- 轉生貴族的異世界冒險錄～不知自重的眾神使徒～（蕾法涅）
- 滿懷美夢的少年是現實主義者（佐城楓[41]）
- 勇者赫魯庫（芭米里歐[42]）
- 公司的小小前輩（篠崎豐[43]）
- 咒術迴戰 懷玉·玉折 / 澀谷事變（禪院真希）

2024年
- 歡迎來到實力至上主義的教室 3rd season（伊吹澪）
- 非自願的不死冒險者（羅琳·維維耶[44]）
- 婚戒物語（安芭盧[45]）
- 花野井同學與戀愛病（日生篝）
- 恰如細語般的戀歌（水口亞季[46]）
- 關於我轉生變成史萊姆這檔事 第3期（緹絲）
- 悲喜漁生（大姐頭）
- 刀劍神域外傳Gun Gale Online II（克拉倫斯）
- 去參加聯誼，卻發現完全沒有女生在場（蘇芳[47]）
- 沒能成為魔法師的女孩子的故事（凱·未來[48]）
- 科學×冒險生存！（ダイヤ[49]）
- 軟軟噗尼寵物小精靈 噗尼2（えねるん[50]）

2025年
- 魔農傳記 FARMAGIA（娜勒絲[51]）
- 我是星際國家的惡德領主！（克莉絲蒂亞娜[52]）
- 使人誤解的工房主～關於原英雄隊伍的雜役人員，實際上除了戰鬥能力外全是SSS的故事～（庫魯特[53]）
- WITCH WATCH 魔女守護者（真桑悠里[54]）
- 末日後酒店（トマリ＝イオリ[55]）
- 銀河特快車 Milky☆Subway（リョーコ[56]）
- 軟軟噗尼寵物小精靈 噗尼3（えねるん[57]）
- CITY THE ANIMATION（南雲美鳥[58]）
- 科學×冒險生存！（第2期）（ダイヤ[59]）

時期未定
- 婚戒物語 第2期（安芭盧[60]）
- 公主騎士的小白臉（艾爾玟[61]）

### 網路動畫
2016年
- 怪物彈珠（烏列爾）

2022年
- 風都偵探（鳴海亞樹子[62]）
- 浪漫殺手（力力[63]）

2023年
- 穿書自救指南日配版（紗華鈴）

- 鋼彈創鬥元宇宙（伊織誠[64]）

2024年
- SAND LAND: THE SERIES（安[65]）

2025年
- 貓眼（來生瞳[66]）

### OVA
2012年
新的世界（千種）
2014年
- 閃爍的青春（村尾修子）

2015年
- 天體運行式（戶川汐音）[67]

2016年
- 灰與幻想的格林姆迦爾（夢兒）
- OVERLORD（露普絲雷其娜·貝塔）
- 亞人（下村泉）※漫畫第9卷附OAD限定版
- 黑色五葉草（尤諾〈幼少期〉）※試作版、第11卷漫畫附OAD

2017年
- 鬼燈的冷徹 OAD4（咲耶姬）
- 泥鯨之子在沙地上學習！（吉恩修）

2018年
- 搖曳莊的幽奈小姐（神刀·朧）※漫畫第12卷附贈動畫BD限定版

### 劇場版動畫
2011年
- 永遠之久遠（數井勇馬）

2012年
- Code Geass 亡國的AKITO（凱特·諾瓦克）

2013年
- 言葉之庭（相澤）

2014年
- 猛烈宇宙海賊 ABYSS OF HYPERSPACE－亞空間的深淵－（加藤茉莉香）
- 劇場版 星光少女 全星選拔 星光☆十強（涼野糸）
- 劇場版 K MISSING KINGS（貓）

2015年
- 亞人 -衝動-（下村泉）
- Love Live! 學園偶像電影（學園偶像）
- 少女與戰車 劇場版（丸山紗希）

2016年
- 亞人 -衝突-（下村泉）
- 亞人 -衝戟-（下村泉）

2017年
- 星光少男 KING OF PRISM -PRIDE the HERO-（涼野糸）

2018年
- TIME DRIVER 我們所描繪的未來（小勇斗）
- 劇場版 星光樂園&星夢頻道～閃耀紀念LIVE～（涼野糸）
- 溫泉屋小女將（神田明音）
- 怪物彈珠 THE MOVIE 空之彼方（烏列爾）

2019年
- 劇場版 在地下城尋求邂逅是否搞錯了什麼 -獵戶座之箭-（費爾斯）
- 光之美少女 Miracle Universe（香久矢圓香／月神天使[68]）
- 劇場版 Star☆Twinkle 光之美少女：滿懷思念的星之歌（香久矢圓香／月神天使）

2020年
- 順其自然的日子（綾小姐）
- 光之美少女 Miracle Leap 與大家不可思議的一天（香久矢圓香／月神天使[69]）
- 怪物彈珠 THE MOVIE 路西法 絕望的黎明（烏列爾）
- 劇場版 Fate/Grand Order -神聖圓桌領域卡美洛- 前篇 Wandering; Agateram（玄奘三藏）

2021年
- 劇場版 Fate/Grand Order -神聖圓桌領域卡美洛- 後篇 Paladin; Agateram（玄奘三藏）
- 讓我聽見愛的歌聲（綾）
- 劇場版 咒術迴戰 0（禪院真希）

2022年
- BLUE THERMAL（矢野千鶴[70]）
- 七大罪 怨嗟的愛丁堡（崔斯坦〈少年時代〉[71]）

2024年
- 風都偵探 假面騎士Skull的肖像（鳴海亞樹子[72]）

### 遊戲
2011年
- 遊戲王ZEXAL DUEL TERMINAL（觀月小鳥）

2012年
- 恋してアニ研（南高子[73]）
- 嫁コレ（加藤茉莉香、潮留美海）

2013年
- 女友伴身邊（千代浦菖蒲[74]）
- 解放少女 SIN（環小神子[75]）
- 果然就算是遊戲我的青春戀愛喜劇搞錯了。（戶塚彩加[76]）

2014年
- 熱情傳奇（蘿潔）
- 惡魔高校D×D NEW FIGHT（花戒桃[77]）
- 戀鎖反應（館原夏奈[78]）

2015年
- 勇者鬥惡龍 英雄集結 闇龍與世界樹之城（茱麗葉）
- 艦隊Collection（照月、秋津洲）
- 碧藍幻想（穗爾）
- 學園號角曲（六車真生[79]）
- 合奏少女（黑森鈴）

2016年
- Fate/Grand Order（玄奘三藏）
- 編隊少女（東雲朝日子）
- 果然就算是遊戲我的青春戀愛喜劇搞錯了。續（戶塚彩加）

2017年
- 舞動吧少女！（瀨戶周）
- 新槍彈辯駁V3 大家的自相殘殺新學期（白銀紬）
- 魔法紀錄 魔法少女小圓外傳（十咎桃子）

2018年
- 超異域公主連結 Re:Dive（真琴[80]）
- 少女與戰車 戰車夢幻大會戰（丸山紗希[81]）
- 企業☆女孩（夜一夜糸(イト・ヨヒトヨ)[82]）
- 搖曳莊的幽奈小姐 溫泉迷宮（神刀朧[83]）
- Fate/Grand Order（凱妮絲、希露德）
- 百万亚瑟王：圣灵之血（莉丝）
- 鬼武者（楓[84]）
- 碧藍航線（西姆斯）( 加斯科捏 )
- 食之契約（赤水蟲茶）

2019年
- 伊蘇IX 怪人之夜（白貓）

2020年
- 聖劍傳說3 玛娜试炼（莉絲）
- Draglia Lost ~失落的龍絆~（十二龍氏－午 信長）
- 閃耀幻想曲（椎名）
- 守望傳說（火龍化身比什巴赫）

2021年
- 薑餅人王國（甜辣醬餅乾）

2022年
- 拳皇XV（B.洁妮）
- 陰陽師（鈴彥姬）
- 勝利女神：妮姬（桑迪）

2023年
- 神魔之塔（烏蘇拉『共鳴渦漩‧諾瓦利斯與烏蘇拉』）
- 寶可夢大師（珠貝）

2024年
- 原神（瑪薇卡）
- 崩壞:星穹鐵道（飛霄）

### 廣播
- A&G NEXT GENERATION Lady Go!!（星期一主持人、超!A&G+：2010年10月4日～）
- 義呆利 Axis Powers（瓦依）
- 地獄三頭犬的日常（西洛卡內）

### 廣播劇CD
- 管耳猫（飯綱子貓[85]）
- 全世界我最愛的就是胸部！（市原千秋[86]）
- Swing！！（岡本夏陽）

### PV
- （2008年，ET-KING）

### 廣告
- 三菱電機／液晶電視REAL（2008年5月～）
- 三菱電機／液晶電視REAL（2008年12月～）
- 月刊少年GANGAN8月號（2010年7月）
- 月刊少年GANGAN9月號（2010年8月）
- 月刊少年GANGAN10月號（2010年9月）

### WEB
- （2010年9月～2011年2月）

### 舞台
- 主演 小夏役 演出：中田新一（2010年4月）

### 雜誌
- （2008年）
- （2009年）
- （2009年）
- 聲優Animedia
- Animedia
- Animage
- 月刊少年GANGAN

## 音樂作品

### 單曲
| 編號          | 發售日         | 標題                         | 規格編號   | 規格編號   | 規格編號   | 最高位    |
| 編號          | 發售日         | 標題                         | 初回限定盤 | 通常盤     | 動畫盤     | 最高位    |
| STARCHILD     | STARCHILD      | STARCHILD                    | STARCHILD  | STARCHILD  | STARCHILD  | STARCHILD |
| ------------- | -------------- | ---------------------------- | ---------- | ---------- | ---------- | --------- |
| 1st           | 2012年4月25日  | Black Holy                   | KICM-91386 | KICM-1386  |            | 16位      |
| 2nd           | 2012年11月7日  | 冷たい部屋、一人／夏至の果実 | KICM-91421 | KICM-1421  | 30位       |           |
| 3rd           | 2013年7月24日  |                              | KICM-91464 | KICM-1465  | 24位       |           |
| 4th           | 2013年12月25日 | 虹の約束                     | KICM-91484 | KICM-1492  | 37位       |           |
| 5th           | 2014年2月22日  | Sail away                    | KICM-91501 | KICM-1501  | KICM-91502 | 42位      |
| 6th           | 2014年11月5日  | Latimer road                 | KICM-91548 | KICM-1549  |            | 20位      |
| 7th           | 2015年8月26日  |                              | KICM-91622 | KICM-1622  | KICM-91621 | 22位      |
| TOY'S FACTORY |                |                              |            |            |            |           |
| 1st           | 2016年9月21日  | Imagine day, Imagine life!   | TFCC-89596 | TFCC-89597 |            | 20位      |
| 2nd           | 2017年8月9日   | Maybe the next waltz         | TFCC-89629 | TFCC-89630 | 27位       |           |
| 3rd           | 2017年11月8日  | Swing heart direction        | TFCC-89637 | TFCC-89638 | 31位       |           |

### 限定單曲
| 發售日        | 標題 | 販賣形式                             | 規格編號  |
| ------------- | ---- | ------------------------------------ | --------- |
| 2013年4月13日 | ABC  | 『THEE Futures』巡迴演唱會會場限定盤 | NMAX-1149 |
| 2014年7月6日  |      | 『in the suite』巡迴演唱會會場限定盤 | NMAX-1167 |

### 專輯

#### 原創專輯
| 編號 | 發售日        | 標題              | 規格編號   | 規格編號   | 最高位 |
| 編號 | 發售日        | 標題              | 初回限定盤 | 通常盤     | 最高位 |
| ---- | ------------- | ----------------- | ---------- | ---------- | ------ |
| 1st  | 2013年2月13日 | THEE Futures      |            | KICS-1888  | 21位   |
| 2nd  | 2014年5月14日 | e'tuis            | KICS-93051 | KICS-3051  | 13位   |
| 3rd  | 2017年5月10日 | Blooming Maps     | TFCC-86585 | TFCC-86586 | 18位   |
| 4th  | 2018年7月11日 | Personal Terminal | TFCC-86641 | TFCC-86642 |        |

#### 迷你專輯
| 編號 | 發售日        | 標題        | 規格編號  | 最高位 |
| ---- | ------------- | ----------- | --------- | ------ |
| 1st  | 2012年7月11日 | cosmic EXPO | KICA-3196 | 18位   |

#### 混音專輯
| 編號 | 發售日        | 標題             | 規格編號   | 最高位 |
| ---- | ------------- | ---------------- | ---------- | ------ |
| 1st  | 2014年2月22日 | cosmic Explosion | KICS-93018 | 69位   |

### 影像作品
| 編號 | 發售日        | 標題                                    | 規格編號   | 規格編號 |
| 編號 | 發售日        | 標題                                    | BD         | DVD      |
| ---- | ------------- | --------------------------------------- | ---------- | -------- |
| 1st  | 2013年3月13日 | MIKAKO KOMATSU THE FIRST ALL DAYS       | KIXM-79/80 |          |
| 1st  | 2013年3月13日 | MIKAKO KOMATSU MUSIC CRIPS              |            | KIBM-342 |
| 1st  | 2013年3月13日 | MIKAKO KOMATSU THE FIRST LIVE（S）      | KIBM-343   |          |
| 2nd  | 2013年8月21日 | 小松未可子 ライブツアー「Thee Futures」 | KIXM-145/6 | KIBM-396 |

### 商業搭配
| 樂曲                  | 相關作品                                                           |
| --------------------- | ------------------------------------------------------------------ |
| Black Holy            | 電視動畫《猛烈宇宙海賊》印象曲及特別片尾曲                         |
|                       | 電視動畫《猛烈宇宙海賊》特別片尾曲                                 |
|                       |                                                                    |
|                       | 電視動畫《K》片尾曲                                                |
|                       | 智能手機遊戲《》片尾曲                                             |
|                       | 電視動畫《神不在的星期天》片尾曲                                   |
|                       | 動畫電影《魔女っこ姉妹のヨヨとネネ》主題曲                         |
| Sail away             | 動畫電影《猛烈宇宙海賊 ABYSS OF HYPERSPACE－亞空間的深淵－》印象曲 |
|                       | 電視動畫《青春×機關槍》片尾曲                                      |
| Maybe the next waltz  | 電視動畫《舞動青春》片尾曲                                         |
| Swing heart direction | 電視動畫《舞動青春》片尾曲                                         |
| 玛薇卡：灼火之心      | 多重平台遊戲《原神》玛薇卡角色PV主題曲                             |

### 參加作品
| 發售日   | 標題                                         | 名義                                                                                       | 樂曲                        | 商業搭配                                                        |
| 2012年   | 2012年                                       | 2012年                                                                                     | 2012年                      | 2012年                                                          |
| -------- | -------------------------------------------- | ------------------------------------------------------------------------------------------ | --------------------------- | --------------------------------------------------------------- |
| 9月5日   | 猛烈宇宙海賊 Blu-ray第7卷特典CD              | 加藤茉莉香（小松未可子）、栗原千秋（花澤香菜）                                             | 「」                        | 電視動畫《猛烈宇宙海賊》插曲                                    |
| 11月7日  | K Bluray&DVD第1卷特典CD                      | 貓（小松未可子）                                                                           | 「」                        | 電視動畫《K》角色歌                                             |
| 2013年   |                                              |                                                                                            |                             |                                                                 |
| 6月26日  | 星光少女 彩虹舞台 Prism☆Solo Collection      | 涼野糸（小松未可子）                                                                       | 「BT37.5」                  | 電視動畫《星光少女 彩虹舞台》插曲                               |
| 7月10日  |                                              | 比企谷八幡（江口拓也） with 材木座義輝（檜山修之）&戶塚彩加（小松未可子）                  | 「going going alone way!」  | 電視動畫《果然我的青春戀愛喜劇搞錯了。》角色歌                  |
| 7月10日  | 戶塚彩加（小松未可子）                       | 「」                                                                                       |                             | 電視動畫《果然我的青春戀愛喜劇搞錯了。》角色歌                  |
| 9月18日  | 超速変形螺旋傑特                             | 愛琉（小松未可子）、瀨奈（小見川千明）、鈴音（井口裕香）                                   | 「Love Drive!!」            | 遊戲《超速變形螺旋傑特 阿爾巴洛斯之翼》插曲                     |
| 11月6日  | 戰姬絕唱SYMPHOGEAR G BD&DVD第2卷限定版特典CD | 板場弓美（赤崎千夏）、寺島詩織（東山奈央）、安藤創世（小松未可子）                         | 「」                        | 電視動畫《戰姬絕唱SYMPHOGEAR G》插曲                            |
| 12月18日 | 星光少女 彩虹舞台 Prism☆Unit Collection      | HAPPY RAIN♪（加藤英美里、芹澤優、小松未可子）                                              | 「I Wannabee myself!! 」    | 電視動畫《星光少女 彩虹舞台》片尾曲                             |
| 12月18日 | 星光少女 彩虹舞台 Prism☆Unit Collection      | HAPPY RAIN♪（加藤英美里、芹澤優、小松未可子）                                              | 「HAPPY!」                  | 電視動畫《星光少女 彩虹舞台》插曲                               |
| 2014年   |                                              |                                                                                            |                             |                                                                 |
| 2月19日  | 星光少女 彩虹舞台 Prism☆Duo Collection       | 涼野糸（小松未可子）、小鳥遊音羽（後藤沙緒里）                                             | 「ALIVE」                   | 電視動畫《星光少女 彩虹舞台》插曲                               |
| 2月26日  | 來自風平浪靜的明天 BD・DVD第3卷特典CD        | 潮留美海（小松未可子）、久沼紗由（石原夏織）                                               | 「Dazzling」                | 電視動畫《來自風平浪靜的明天》角色歌                            |
| 3月26日  | Open Tuning                                  | .lady.（上坂堇、小松未可子、大久保瑠美、高森奈津美、三上枝織）                             | 「Open Tuning」             | 廣播節目「A&G NEXT GENERATION Lady Go!!」片頭曲                 |
| 3月26日  | Open Tuning                                  | .lady.（上坂堇、小松未可子、大久保瑠美、高森奈津美、三上枝織）                             | 「」                        | 廣播節目「A&G NEXT GENERATION Lady Go!!」片尾曲                 |
| 5月28日  | 偽戀 BD・DVD第3卷特典CD                      | 鶇誠士郎（小松未可子）                                                                     | 「TRICK BOX」               | 電視動畫《偽戀》片尾曲                                          |
| 8月27日  | 來自風平浪靜的明天 BD・DVD第9卷特典CD        | 潮留美海（小松未可子）                                                                     | 「ripple〜my first love〜」 | 電視動畫《來自風平浪靜的明天》角色歌                            |
| 8月27日  | 偽戀 BD・DVD第6卷特典CD                      | 桐崎千棘（東山奈央）、小野寺小咲（花澤香菜）、鶇誠士郎（小松未可子）、橘萬里花（阿澄佳奈） | 「」                        | 電視動畫《偽戀》片尾曲                                          |
| 2015年   |                                              |                                                                                            |                             |                                                                 |
| 2月11日  | 天體的秩序 角色歌迷你專輯 約定的秩序         | 戶川汐音（小松未可子）                                                                     | 「」                        | 電視動畫《天體的秩序》角色歌                                    |
| 4月22日  | Stand Up!!!!!／色彩crossroad                 | ♪                                                                                          | 「Stand Up!!!!!」           | 電視動畫《摸索吧！部活劇 Spinoff 和噗嚕噗嚕夏露姆遊玩吧》片頭曲 |
| 4月22日  | Stand Up!!!!!／色彩crossroad                 | ♪                                                                                          | 「色彩crossroad」           | 電視動畫《摸索吧！部活劇 Spinoff 和噗嚕噗嚕夏露姆遊玩吧》片尾曲 |
| 5月20日  |                                              | 高橋葵（荻野可鈴）、宇佐美陽菜（小松未可子）                                               | 「Baby×Baby」               | 電視動畫《摸索吧！部活劇 Spinoff 和噗嚕噗嚕夏露姆遊玩吧》片尾曲 |
| 6月3日   | Progression                                  | .lady.（上坂堇、小松未可子、大久保瑠美、高森奈津美、三上枝織）                             | 「Progression」             | 廣播節目「A&G NEXT GENERATION Lady Go!!」片頭曲                 |
| 6月3日   | Progression                                  | .lady.（上坂堇、小松未可子、大久保瑠美、高森奈津美、三上枝織）                             | 「A Little Magic」          | 廣播節目「A&G NEXT GENERATION Lady Go!!」片尾曲                 |
| 6月24日  | 偽戀: BD、DVD第1卷特典CD                     | 桐崎千棘（東山奈央）、小野寺小咲（花澤香菜）、鶫誠士郎（小松未可子）、橘萬里花（阿澄佳奈） | 「」                        | 電視動畫《偽戀》片尾曲                                          |
| 6月24日  | 偽戀: BD、DVD第1卷特典CD                     | 鶫誠士郎（小松未可子）                                                                     | 「TrIGgER」                 | 電視動畫《偽戀》片尾曲                                          |

## 外部連結
- （日語） ，事務所的官方介紹頁面。
- （日語） ，事務所所提供的官方站台。
- （日語） 小松未可子｜TOY'S FACTORY （页面存档备份，存于）
- （日語）
- （日語）
- 小松未可子的X（前Twitter）